# 허향진
허향진(許香珍, 1955년 1월 24일~)은 대한민국의 교수 출신 정치인이다. 제8·9대 제주대학교 총장을 역임했다.

## 학력
- 제주제일중학교 졸업
- 제주제일고등학교 졸업
- 제주대학교 관광경영학 학사
- 경희대학교 대학원 경영학 석사
- 세종대학교 대학원 경영학 박사

## 경력
- 제주대학교 관광경영학 교수
- 제주대학교 경상대학 학장
- 제주대학교 경영대학원 원장
- 제주권 광역경제발전위원회 부의장
- 제주발전연구원 원장
- 제8·9대 제주대학교 총장
- 국가균형발전위원회 위원
- 제5대 열린대학교육협의회 회장
- 제22대 한국대학교육협의회 회장
- 국민의힘 제주도당 위원장
- 미국 펜실베이니아 주립대학교 객원교수
- 중국 북경대외경제무역대학 초빙교수
- 제20대 대통령선거 윤석열 후보 제주특별자치도당 선거대책위원회 총괄위원장
- 2022년 4월~2022년 6월: 제8회 전국동시지방선거 국민의힘 제주특별자치도지사 후보
- 2022년 10월: 국민의힘 중앙연수원 부원장
- 2023년 8월~: 국민의힘 제주도당 상임고문
- 2024년 3월~2024년 4월: 제22대 국회의원선거 국민의힘 제주도당 선거대책위원회 상임고문

## 역대 선거 결과
| 실시년도 | 선거      | 대수 | 직책   | 선거구         | 정당     | 득표수    | 득표율          | 순위 | 당락 | 비고     |
| -------- | --------- | ---- | ------ | -------------- | -------- | --------- | --------------- | ---- | ---- | -------- |
| 2022년   | 지방 선거 | 39대 | 도지사 | 제주특별자치도 | 국민의힘 | 116,786표 | \| \| 39.48% \| | 2위  | 낙선 | 민선 8기 |
|          | 39.48%    |      |        |                |          |           |                 |      |      |          |